# Helgoländer Vorbote
Der Helgoländer Vorbote (HV) ist eine im Ruhrgebiet erscheinende 14-tägliche Satirezeitung mit tagesaktuellem Online-Angebot. Der HV wurde 2004 vom Journalisten Timo Rieg gegründet.

## Publizistische Haltung
Die Macher verstehen ihr Satire-Produkt in erster Linie als Journalismus, weshalb die (satirische) Recherche einen guten Teil der Aktivitäten ausmacht. Damit sollen aktuelle Politikthemen gegen den Strich gebürstet werden. Neben Politikern hat die Redaktion dabei vor allem die Medien im Visier. Eine wichtige Rubrik ist „Satire“, die als Meta-Ebene u. a. Gerichtsurteile zur Satire-Freiheit dokumentiert.

## Aktionen/Besondere Beiträge
- Im Sommer 2005 kürte der Helgoländer Vorbote die „besten Zwischenrufer des Bundestags“. Dazu hatte die Redaktion sämtliche Plenarprotokolle der 15. Legislaturperiode ausgewertet. Fast alle aktuellen Medien berichteten.
- Im Herbst 2005 kürte der Helgoländer Vorbote die Abgeordneten, die die besten politischen Witze erzählen konnten. Dazu waren alle MdB – überwiegend per Telefon – nach ihren Lieblingswitzen befragt worden. Hier war die Recherche/Akquise die wesentliche Satire-Aktion, das Endergebnis nur ihr Schlusspunkt.
- Im Frühjahr 2006 schmiedete der Helgoländer Vorbote gemeinsam mit Kabarettisten und Autoren ein „publizistisches Bündnis gegen Ausländerhetze in Politik und Medien“ und veröffentlichte in diesem Zuge zahlreiche Fremdbeiträge.

## Kooperationen
- Der Helgoländer Vorbote arbeitet mit mehreren Kabarett-Bühnen zusammen, u. a. Stratmanns
- Seit Mai 2006 gibt es eine Content-Kooperation mit pardon
- Seit Juni 2006 kooperiert die Zeitung mit „spiegelkritik.de“.